# Afranthidium tanganyicola
Afranthidium tanganyicola är en biart som först beskrevs av Embrik Strand 1911.  Afranthidium tanganyicola ingår i släktet Afranthidium och familjen buksamlarbin. Inga underarter finns listade i Catalogue of Life.